# Alexander Fishbein
Alexander Fishbein (ur. 8 maja 1968) – amerykański szachista, arcymistrz od 1992 roku.

## Kariera szachowa
W 1986 i 1987 startował w finałach mistrzostw Stanów Zjednoczonych juniorów, w obu przypadkach zdobywając medale. największe sukcesy w swojej karierze osiągnął w pierwszych latach 90. XX wieku. W 1990 zajął III m. (za Grigorijem Kajdanowem i Jefimem Gellerem, przed m.in. Aleksandrem Wojtkiewiczem) w kołowym turnieju w Nowym Jorku. W 1991 zwyciężył w otwartym turnieju w Stavangerze, wyprzedzając m.in. Petera Heine Nielsena, Wiktora Bołogana i Jonny Hectora oraz podzielił I m. w Herning (wspólnie z Williamem Watsonem). W tym samym roku zdobył w Marindze tytuł drużynowego wicemistrza świata studentów oraz był trzeci w Kerteminde (za Aleksiejem Szyrowem i Curtem Hansenem, przed m.in. Larsem Bo Hansenem). W 1996 zwyciężył (wspólnie z Grigorijem Kajdanowem) w turnieju Chicago Open w Oak Brook.
W czasie swojej kariery kilkukrotnie startował w indywidualnych mistrzostwach Stanów Zjednoczonych, najlepszy wynik osiągając w 2006 w San Diego, gdzie zajął VIII miejsce.
Najwyższy ranking w dotychczasowej karierze osiągnął 1 stycznia 1995, z wynikiem 2550 punktów zajmował wówczas 14. miejsce wśród amerykańskich szachistów.